# Salia hermia
Salia hermia är en fjärilsart som beskrevs av William Schaus 1916. Salia hermia ingår i släktet Salia och familjen nattflyn. Inga underarter finns listade.